# Dippach, Luxemburg
Dippach (franska) (luxemburgiska: Dippech lyssna (fil), tyska: Dippach) är en ort i kantonen Capellen i sydvästra Luxemburg. Den ligger i kommunen Dippach, cirka 11 kilometer sydväst om staden Luxemburg. Orten har 1 044 invånare (2022). Trots ortens namn är kommunens huvudort inte Dippach, utan orten Schouweiler.